# 物资礼堂

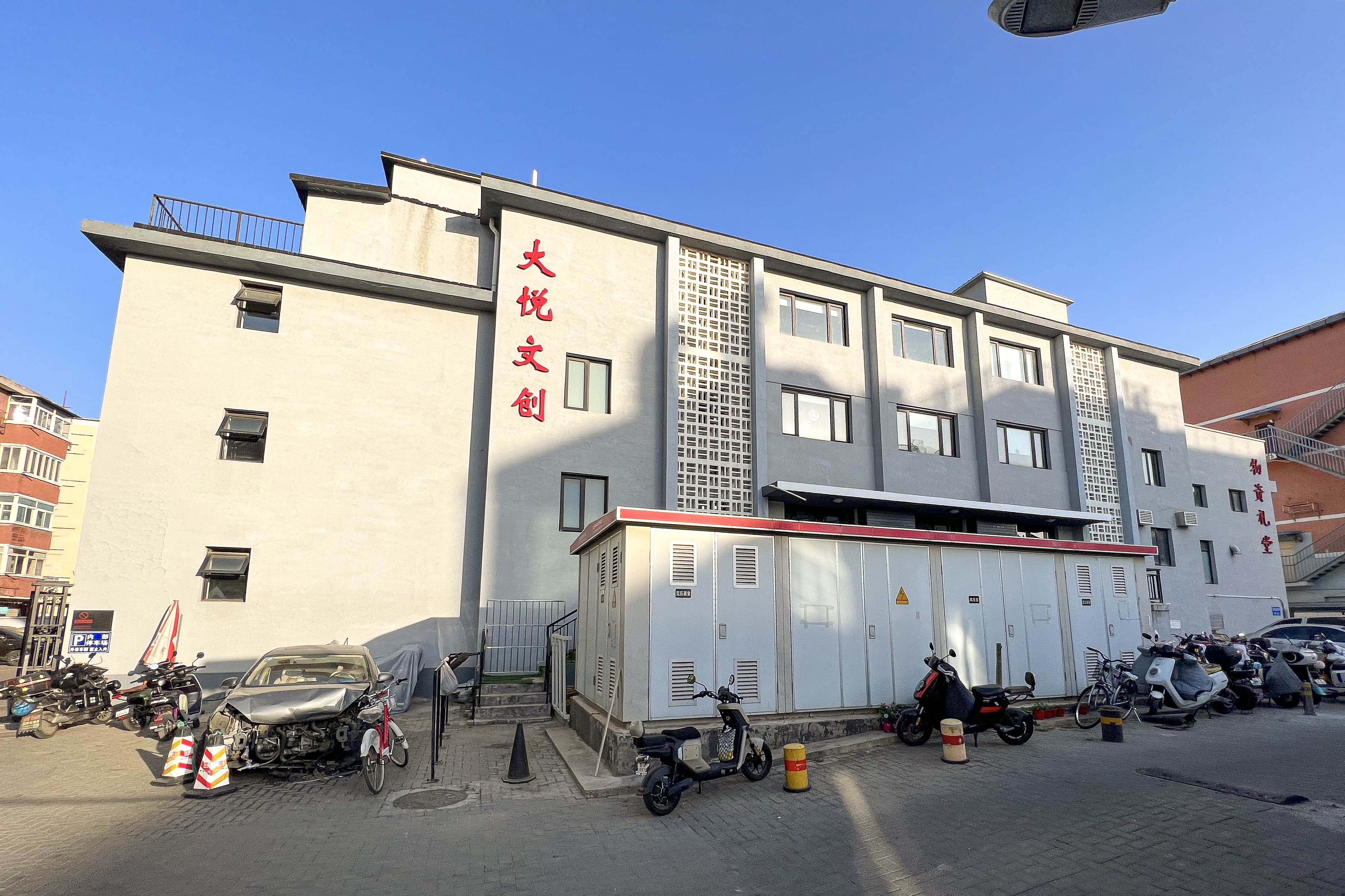
已改为联合办公空间的物资礼堂（2023年10月）

物资礼堂，位于北京市西城区月坛北街25号（原物资部大院）内，隶属物资部，现已废弃。物资礼堂当年是京城四大礼堂即红塔礼堂、物资礼堂、地质礼堂、政协礼堂之一。

## 简介
物资礼堂1980年正式对外开放，有44排1600个座位。
当年，有不少文艺团体到物资礼堂演出，例如东方歌舞团。物资礼堂的条件较简陋，音响灯光全都没有，过道窄小，没有空调，夏季只好靠人防工程的地道风降温。物资礼堂仅单层便有1800个座位，舞台17米长，这让物资礼堂成为当时北京顶级的演出场所。当年就连东方歌舞团这样知名的演出团体，每年也来这里演出，远征、朱明瑛都是在此唱出名的。
改革开放初期，物资礼堂经常放映港台片，例如《三笑》、《三凤求凰》、《白发魔女》、《侠女》等等，国产影片更多，大多是文化大革命时期禁放的电影，例如《羊城暗号》、《秘密图纸》、《51号兵站》等等。1980年代，观众极爱观看电影。物资部具有容易获得电影胶片的优势，所以物资礼堂每次都能拿到其他礼堂拿不到的好电影。这使得物资礼堂享受了十多年的辉煌。1990年代中期，电影市场衰落，即便免费发票也没人来看电影，物资礼堂遂归于沉寂。后来，物资部被撤销，物资礼堂也就逐渐被废弃了。物资礼堂早已变为仓库。